# Bătrânul de lângă pod
„Bătrânul de lângă pod” (în engleză Old Man at the Bridge) este o povestire din 1938 a scriitorului american Ernest Hemingway.